# آنت وازکز
آنت وازکز (انگلیسی: Anette Vázquez؛ زادهٔ ۱۱ مارس ۲۰۰۲) بازیکن فوتبال اهل مکزیک است.
از باشگاه‌هایی که در آن بازی کرده‌است می‌توان به اشاره کرد.
وی همچنین در تیم‌های ملی فوتبال Mexico women's national under-17 football team و Mexico women's national under-20 football team بازی کرده‌است.